# Child's Play 2
Child's Play 2 (titulada: Chucky: el muñeco diabólico 2 en Hispanoamérica y Muñeco diabólico 2 en España) es una película de terror y una secuela directa de Child's Play, escrita por Don Mancini y dirigida por John Lafia, uno de los coescritores de la primera película. Es la segunda entrega de la franquicia de Child's Play y está protagonizada por Alex Vincent y Brad Dourif, repitiendo sus papeles de la película anterior, con Christine Elise, Jenny Agutter y Gerrit Graham uniéndose al reparto; es el debut cinematográfico de Adam Wylie. 
Desarrollándose dos años después de la primera película, la historia sigue a Chucky, el sanguinario muñeco asesino, siendo accidentalmente resucitado y buscando a Andy Barclay, quien fue puesto en adopción, para poder transferirle su alma. 
Child's Play 2 fue estrenada el 9 de noviembre de 1990, exactamente dos años después del lanzamiento de la primera película, recibiendo críticas mixtas de los críticos pero siendo un éxito de taquilla, recaudando $35 millones contra su presupuesto de $13 millones. 
Una tercera entrega en la serie, Child's Play 3, fue estrenada un año después.

## Argumento
Dos años después de los eventos de Child's Play, la Corporación Play Pals, que produce los muñecos Chicos Buenos, recupera y vuelve a montar los restos del muñeco para tranquilizar a sus accionistas tras la publicidad negativa de los asesinatos. Durante el proceso, se produce una subida de tensión y uno de los trabajadores de la cadena de montaje se electrocuta. Sullivan, ejecutivo de la empresa, ordena a su ayudante Mattson que encubra el accidente y se deshaga de Chucky, sin saber que el accidente ha revivido al muñeco. Mientras tanto, Andy Barclay, ahora de ocho años de edad, ha estado en una casa de acogida desde los asesinatos, ya que su madre está en una institución mental, habiendo sido declarada mentalmente inestable por apoyar su historia sobre Chucky.
Andy va a vivir con los padres de acogida Phil y Joanne Simpson, que también están acogiendo a Kyle, una adolescente cínica e inteligente. Chucky pronto descubre el paradero de Andy utilizando el teléfono del coche de Mattson para llamar a Grace Poole, la gerente del centro de acogida de Andy, antes de secuestrar su coche a punta de pistola y asfixiarlo con una bolsa de plástico después de llegar a la casa de los Simpson. Chucky se infiltra en la casa destruyendo otro muñeco Chico Bueno llamado "Tommy" y sustituyéndolo por él mismo. Después de que Chucky destruye una reliquia que Joanne prohibió a los niños tocar, Phil castiga tanto a Andy como a Kyle por romperla. Andy pasa el resto del día estableciendo vínculos con Kyle, creyendo inicialmente que Chucky es un muñeco Chico Bueno ordinario.
Esa noche, Chucky ata a Andy a su cama y se revela, pero Kyle entra en la habitación antes de que pueda completar el ritual para poseerlo. Kyle no cree en las afirmaciones de Andy sobre Chucky mientras que Phil y Joanne creen que Kyle es la responsable y arrojan a Chucky al sótano, donde se da cuenta de que se está convirtiendo en humano después de sufrir una hemorragia nasal. Al día siguiente, Chucky sigue secretamente a Andy a la escuela. La maestra de Andy, la Srta. Kettlewell, quien encuentra su tarea desfigurada con vulgaridades, lo convoca a quedarse para la detención, sin saber que Chucky era el culpable. Chucky golpea a la señorita Kettlewell hasta la muerte con una vara de medir, pero Andy escapa por la ventana. Más tarde, Andy trata de contarle a sus padres adoptivos sobre Chucky, pero Phil se niega a creerle y considera regresarlo al centro de acogida.
Esa noche, Andy se cuela en el sótano para destruir a Chucky con un cuchillo eléctrico, el muñeco asesino lo domina gracias a su tamaño y habilidad para esconderse, pero cuando Andy parecía estar a merced de Chucky, recupera el cuchillo y consigue herirlo. Phil llega a investigar la conmoción, Chucky lo hace tropezar, causando que Phil caiga a su muerte. Después de encontrar a Phil, Joanne inmediatamente asume que Andy es el responsable y rápidamente lo envía de vuelta al centro de acogida. Kyle descubre a "Tommy" enterrado en el jardín y se da cuenta de que Andy estaba siendo honesto. Se apresura a advertir a Joanne, a quien Chucky ya ha matado. Chucky embosca a Kyle y la obliga a llevarlo al centro de acogida donde Andy ha sido enviado. En el centro de acogida, Chucky despeja el edificio tirando de la alarma de incendios. Él apuñala a Grace hasta la muerte y obliga a Andy a llevarlo a la fábrica de juguetes Play Pals para el traslado. Kyle los persigue hasta la fábrica, donde Chucky deja inconsciente a Andy y completa el ritual. Sufre otra hemorragia nasal, desesperado se da cuenta de que es demasiado tarde para transferir su alma a Andy y ahora está permanentemente atrapado dentro del muñeco.
En un ataque de villanía, va tras Andy y Kyle, con la intención de matarlos. Mientras Andy y Kyle buscan una salida y Chucky los persigue por encima de la maquinaria, Kyle cierra de golpe una puerta en la mano de Chucky, la cual Chucky arranca y sustituye por una cuchilla improvisada. Después de que Chucky asesina a un técnico de la fábrica, Kyle y Andy golpean al muñeco contra una maquinaria que lo mutila. Chucky escapa de la maquinaria cortando su propia cintura mixta, pero su mano-cuchillo se atasca en un radiador cuando intenta apuñalar a Andy. Andy entonces vierte plástico fundido sobre el malvado muñeco. El Chucky medio derretido los ataca de nuevo; en el forcejeo, Kyle empuja una manguera de aire a alta presión en la boca de Chucky, haciendo estallar su cabeza. Andy y Kyle salen de la fábrica y caminan juntos, sin saber a dónde ir.

## Reparto
- Brad Dourif como Chucky/Charles Lee Ray
- Alex Vincent como Andy Barclay
- Christine Elise como Kyle Simpson
- Jenny Agutter como Joanne Simpson
- Gerrit Graham como Phil Simpson
- Grace Zabriskie como Grace Poole
- Peter Haskell como el señor Sullivan
- Beth Grant como la señorita Kettlewell
- Greg Germann como Mattson
- Adam Wylie como Sammy

## Producción
United Artists estrenó la película original de Child's Play en 1988 y dio luz verde a una segunda película. La secuela se encontraba en preproducción cuando un ejecutivo de United Artists le dijo al productor David Kirschner que la película quedó en un limbo cuando el estudio fue adquirido por el grupo australiano Qintex, que no estaba interesado en hacer películas de terror. Después de ofertas con Paramount Pictures, Warner Bros., Columbia Pictures, 20th Century Fox, The Price Company, Carolco Pictures (que durante este tiempo tenía un acuerdo de distribución con el estudio hermano de Columbia Pictures, TriStar Pictures), New Line Cinema (ahora bajo el sello de Warner Bros.) y Touchstone Pictures siendo rechazadas para comprar la película, Kirschner la produjo de forma independiente con la distribución de Universal Pictures.

## Lanzamiento
Child's Play 2 fue estrenada el 9 de noviembre de 1990. En su primer fin de semana, recaudó un estimado de $10718520 en 1996 salas de cine en los Estados Unidos. La película recaudó un total estimado de $28501605 en los Estados Unidos, terminando primer puesto en la taquilla. La película recaudó $7,2 millones a nivel internacional.

### Medios caseros
Child's Play 2 fue lanzado por primera vez en VHS en Norteamérica el 11 de abril de 1991. Más tarde, la película fue lanzada en DVD en 1999 y fue incluida con la cuarta película, Bride of Chucky. La película fue lanzada en múltiples colecciones, tales como:
- The Chucky Collection (junto a Child's Play, Child's Play 3 y Bride of Chucky), lanzado el 7 de octubre de 2003.[7]
- Chucky - The Killer DVD Collection (junto a Child's Play, Child's Play 3, Bride of Chucky y Seed of Chucky), lanzado el 19 de septiembre de 2006.[8]
- Chucky: The Complete Collection (junto a Child's Play, Child's Play 3, Bride of Chucky, Seed of Chucky y Curse of Chucky), lanzado el 8 de octubre de 2013.[9]
- Chucky: Complete 7-Movie Collection (junto a Child's Play, Child's Play 3, Bride of Chucky, Seed of Chucky, Curse of Chucky y Cult of Chucky), lanzado el 3 de octubre de 2017.

### Novela
Una novela relacionada con la película fue escrita poco después por Matthew J. Costello. El autor agregó algunas de sus propias escenas del argumento exclusivas de la novela, como profundizar el pasado de Chucky y Andy Barclay. Chucky es caracterizado por tener un padre ausente y una madre abusiva. Molestándose mucho por esto, Chucky estranguló a su madre. Además, fue puesto en clases especiales cuando era más joven.

## Recepción

### Crítica
Evan Dickson de Bloody Disgusting, al describir cómo supera a la película original, escribió: "Child's Play 2 se las arregla para despojar todo artificio y aún así se las arregla para ser un slasher efectivo". Variety escribió: "Child's Play 2 es otro caso de repetir los pocos elementos novedosos de algo original hasta un punto de entumecimiento total".
En Rotten Tomatoes, la película tiene una calificación aprobatoria del 40% basada en 15 comentarios, con una calificación promedio de 4.4 sobre 10. En Metacritic, la película tiene una puntuación de 37 sobre 100, basada en 16 comentarios, indicando "críticas generalmente desfavorables". Audiencias encuestadas por CinemaScore le dieron a la película una calificación promedio de "A-" en una escala de A+ a F.

## Legado
De acuerdo a Don Mancini, creador de la franquicia, y el elenco de la misma, esta es considerada como la película favorita de Chucky por los fanáticos del personaje.